# Tuffi ai Giochi della XXX Olimpiade

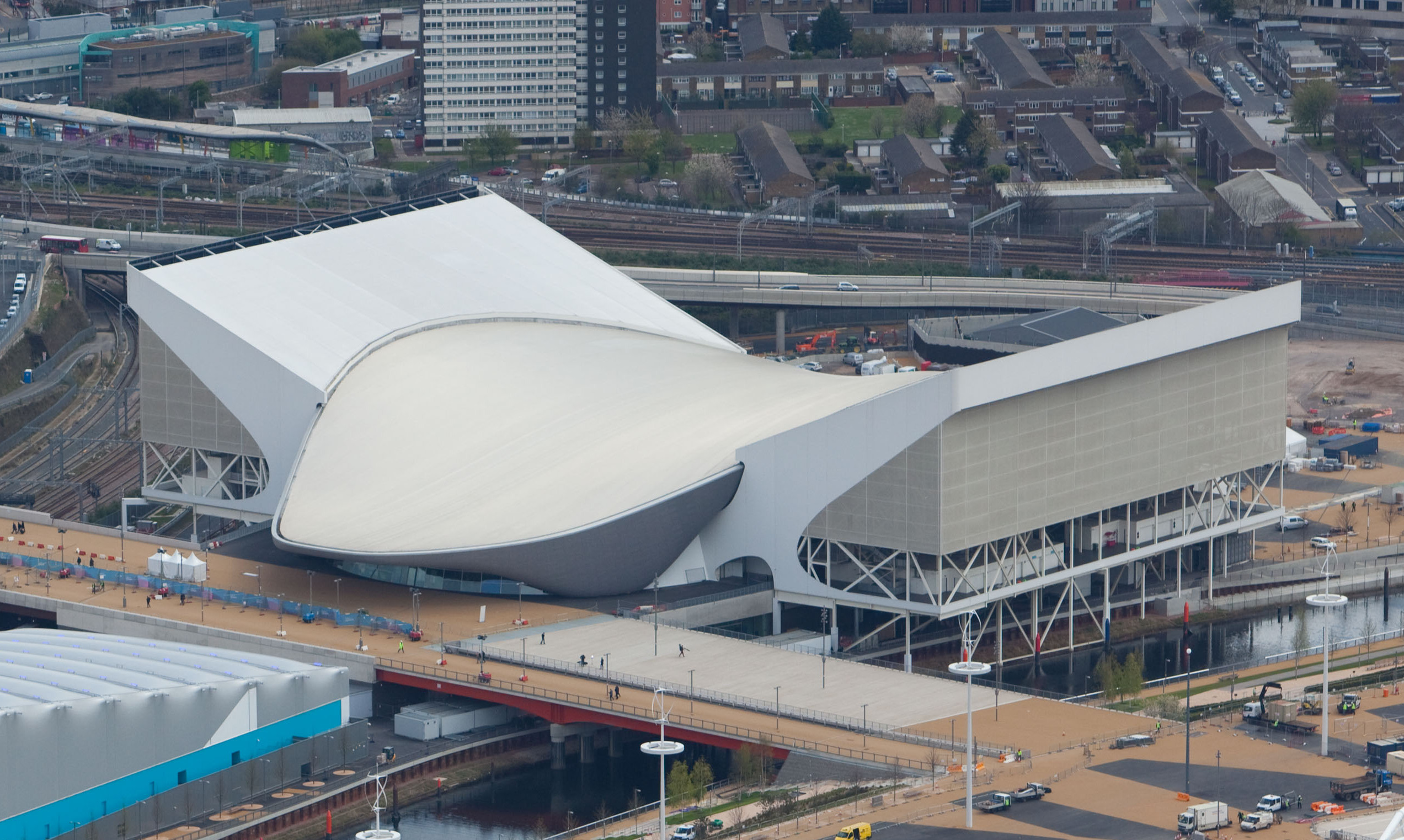
Il London Aquatics Centre ha ospitato i concorsi dei tuffi.

Le gare di tuffi dei Giochi della XXX Olimpiade si sono svolte tra il 29 luglio e l'11 agosto 2012 al London Aquatics Centre. Sono state disputate 8 concorsi, quattro maschili e quattro femminili: trampolino da 3 metri individuale e sincronizzati, piattaforma da 10 metri individuale e sincronizzati.

## Formato
I concorsi individuali si sono sviluppati in tre fasi: "preliminare", "semifinale" e "finale". Alla fase preliminare hanno preso parte gli atleti qualificati per l'olimpiade nella disciplina. Alla semifinale hanno partecipato i diciotto atleti che hanno ottenuto il miglior risultato nel preliminare. In finale hanno gareggiato i dieci atleti che hanno ottenuto il miglior risultato in semifinale; ai tre atleti con il miglior punteggio in finale è stata assegnata la medaglia. Ogni fase si è composta da una serie di sei tuffi per gli uomini e di cinque tuffi per le donne.
Le gare di tuffi sincronizzati si sono sviluppate nella sola fase di finale, alla quale hanno partecipato otto coppie di tuffatori dello stesso genere. Come per le gare individuali, la finale è composta da sei tuffi per gli uomini e da cinque tuffi per le donne.

## Qualificazione
Ogni nazione può qualificare al più 16 tuffatori (8 uomini e 8 donne), e può essere rappresentata in ogni evento da un massimo di due atleti (una coppia per i sincronizzati).
Per le prove individuali, gli atleti qualificati sono:
- i primi 12 classificati dei campionati mondiali 2011;
- i cinque campioni continentali;
- fino a 18 semifinalisti della Coppa del Mondo 2012.

Per le prove a squadre, le coppie qualificate sono:
- le prime tre classificate dei campionati mondiali 2011;
- le quattro migliori coppie (non già qualificate) della Coppa del Mondo 2012;
- una coppia del paese ospitante (Regno Unito).

## Calendario
| Uomini |            | 10 m sincro |             | 3 m sincro |  |  |  |     |  | 3 m |  |      |  | 10 m | 4 |
| Donne  | 3 m sincro |             | 10 m sincro |            |  |  |  | 3 m |  |     |  | 10 m |  |      | 4 |
| Totale | 1          | 1           | 1           | 1          |  |  |  | 1   |  | 1   |  | 1    |  | 1    | 8 |

|  | Qualificazioni |  | FINALI |

## Podi

### Uomini
| Evento                     | Oro                         | Perform. | Argento                                | Perform. | Bronzo                                    | Perform. |
| Tuffi individuali          |                             |          |                                        |          |                                           |          |
| Trampolino 3m (dettagli)   | Il'ja Zacharov              | 555.90   | Qin Kai                                | 541.75   | He Chong                                  | 524.15   |
| Piattaforma 10m (dettagli) | David Boudia                | 568.65   | Qiu Bo                                 | 566.85   | Tom Daley                                 | 556.95   |
| Tuffi sincronizzati        |                             |          |                                        |          |                                           |          |
| Trampolino 3m (dettagli)   | Cina Luo Yutong Qin Kai     | 477.00   | Russia Il'ja Zacharov Evgenij Kuznecov | 459.63   | Stati Uniti Troy Dumais Kristian Ipsen    | 446.70   |
| Piattaforma 10m (dettagli) | Cina Cao Yuan Zhang Yanquan | 486.78   | Messico Ivan García Germán Sánchez     | 468.90   | Stati Uniti David Boudia Nicholas McCrory | 463.47   |

### Donne
| Evento                     | Oro                       | Perform. | Argento                                   | Perform. | Bronzo                                  | Perform. |
| Tuffi individuali          |                           |          |                                           |          |                                         |          |
| Trampolino 3m (dettagli)   | Wu Minxia                 | 414.00   | He Zi                                     | 379.20   | Laura Sánchez Soto                      | 362.40   |
| Piattaforma 10m (dettagli) | Chen Ruolin               | 422.30   | Brittany Broben                           | 366.50   | Pandelela Rinong                        | 359.20   |
| Tuffi sincronizzati        |                           |          |                                           |          |                                         |          |
| Trampolino 3m (dettagli)   | Cina He Zi Wu Minxia      | 346.20   | Stati Uniti Kelci Bryant Abigail Johnston | 321.90   | Canada Jennifer Abel Émilie Heymans     | 316.80   |
| Piattaforma 10m (dettagli) | Cina Chen Ruolin Wang Hao | 368.40   | Messico Paola Espinosa Alejandra Orozco   | 343.32   | Canada Meaghan Benfeito Roseline Filion | 337.62   |

## Medagliere
| Posizione | Paese         | Oro | Argento | Bronzo | Totale |
| --------- | ------------- | --- | ------- | ------ | ------ |
| 1         | Cina          | 6   | 3       | 1      | 10     |
| 2         | Stati Uniti   | 1   | 1       | 2      | 4      |
| 3         | Russia        | 1   | 1       | 0      | 2      |
| 4         | Messico       | 0   | 2       | 1      | 3      |
| 5         | Australia     | 0   | 1       | 0      | 1      |
| 6         | Canada        | 0   | 0       | 2      | 2      |
| 7         | Gran Bretagna | 0   | 0       | 1      | 1      |
| 7         | Malaysia      | 0   | 0       | 1      | 1      |
| Totale    | Totale        | 8   | 8       | 8      | 24     |